# Rue Laurence-Savart
La rue Laurence-Savart est une voie du 20e arrondissement de Paris, en France.

## Situation et accès
La rue Laurence-Savart est une voie publique située dans le 20e arrondissement de Paris. Elle débute au 16, rue Boyer et se termine au 19, rue du Retrait. Elle est connue pour avoir été photographiée par Willy Ronis en 1947 (photo d'un vitrier).

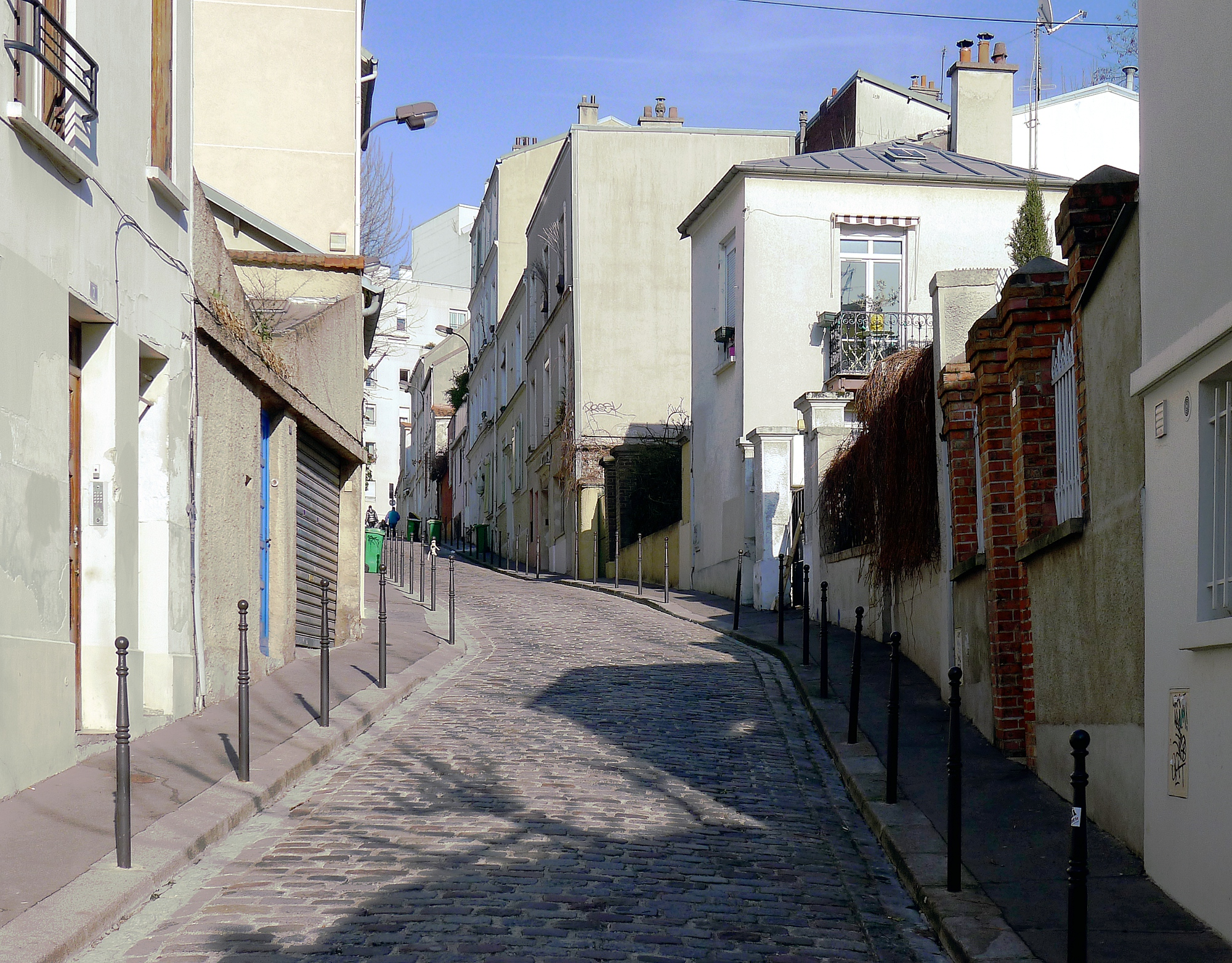
Le haut de la rue, en direction de la rue du Retrait.

## Origine du nom
Cette voie fait référence au nom de la fille du propriétaire des terrains sur lesquels elle a été ouverte.

## Historique
Cette voie, créée vers 1875 sous le nom de « passage Laurence-Savart », est classée dans la voirie parisienne par un arrêté du 1er septembre 1932.